# الخط الزمني للحرب الأهلية السورية (يناير–يوليو 2014)
هذه المقالة تتعلق بالحرب الأهلية السورية في الفترة من يناير إلى يوليو 2014.

## الخط الزمنى

### 7 يناير
وأكد أن 34 متمردا أجنبيا من تنظيم الدولة الإسلامية في العراق والشام ومقاتلي جند الأقصى قد أعدموا في الأيام القليلة الماضية على أيدي متمردين في منطقة جبل الزاوية. وقد انسحب تنظيم الدولة الإسلامية من الميادين في محافظة دير الزور، دون أي قتال مع قوات المتمردين. شرق الرستن، في محافظة حمص، هاجم تنظيم داعش مقر المتمردين، مما أسفر عن مقتل 15 مقاتلا متمردين. وأثناء النهار، كشف عن أن تنظيم الدولة الإسلامية في العراق والشام قد أعدم في الليلة السابقة ما يصل إلى 50 سجينا في حي القاضي العسكر في حلب. ومن بين القتلى نشطاء إعلاميون وعمال الإغاثة وغيرهم من المدنيين. وفقا للمعارضة السورية لحقوق الإنسان، تم إعدام 42 شخصا، بينهم 21 مقاتلا متمردا وخمسة نشطاء إعلاميين.

### 8 يناير
استولى المتمردون على مقر تنظيم الدولة الإسلامية في مدينة حلب في مستشفى الأطفال في حي القاضي عسكر. وفقدت قوات داعش السيطرة على المناطق التي تسيطر عليها المعارضة في المدينة، وتراجعت إلى الأنزارات في الضواحي الشمالية الشرقية من حلب. تم إطلاق سراح 300 رهينة احتجزها الجهاديون الراديكاليون. وفي حي الرقة، تم التخلي عن المستشفى، وكانت الجثث ملقاة في الساحة المركزية، ولم تكن هناك قوة أو مياه تترك المدينة «مشلولة تماما»، وفقا لنشطاء المعارضة. عند هذه النقطة، سيطر تنظيم داعش على طريقين رئيسيين من الرقة: باتجاه الشرق باتجاه الحدود العراقية، وكذلك الطريق شمالا إلى الحدود التركية. وأكد رئيس جبهة النصرة أبو محمد الجولاني أن القتال قد وقع بين تنظيمه وتنظيم داعش، ودعا إلى الوساطة وإنهاء «الاقتتال الداخلي». في وقت متأخر من اليوم، بدأ تنظيم الدولة الإسلامية في العراق والشام حيث شنت هجمات بسيارات مفخخة استهدفت نقاط تفتيش المعارضة. وقال مدير المرصد رامي عبد الرحمن لوكالة فرانس برس ان ثلاثة اعتداءات وقعت في كل من الباب وحريتان وجرابولوس في محافظة حلب. وقال إن هجمات مماثلة وقعت بين عشية وضحاها في محافظة حلب، في حين وقعت واحدة في الميادين في محافظة دير الزور الشرقية. أسفر الهجوم في الباب عن مقتل تسعة أشخاص.

### 9 يناير
وقد أسفرت سيارة مفخخة عن مقتل 18 شخصا، بينهم نساء وأطفال، في وسط محافظة حماة، وفقا للمرصد السوري لحقوق الإنسان. وذكرت صحيفة «نيويورك تايمز» أن الجماعات الإسلامية المتطرفة في سوريا التي لها علاقات بالقاعدة تحاول تحديد وتجنيد وتدريب الأمريكيين وغيرهم من الغربيين الذين سافروا إلى هناك لحملهم على شن هجمات عند عودتهم إلى بلادهم.

### 10 يناير
وقد تمكن تنظيم الدولة الإسلامية في العراق والشام من رد قوات المتمردين على المقار الشرقية إلى الرقة. كما قتلت قوات داعش 20 مقاتلا متمردين في القتال في بلدة الباب في محافظة حلب، وتمكنوا من التقاط صوامع ومطاحن القمح خارج المدينة. دخل قائد تنظيم الدولة الإسلامية في العراق والشام أبو عمر الشيشاني البلدة مع قافلة مكونة من 30 مركبة وقوات بعد أن رفع الحصار عن مطار دير الزور.

### 11 يناير
نقل المتمردون قافلة بما في ذلك الدبابات والتقنية إلى سراقب استعدادا لدفع تنظيم الدولة الإسلامية. اندلع قتال عنيف وأفيد بأن المتمردين استولوا على معظم البلدة، وحاصروا مئات مقاتلي داعش. وفي وقت سابق اليوم قتل خمسة متمردين في ضواحى سراقب عندما اصطدمت سيارتهم بقنبلة. وفي الوقت نفسه، تمكنت قوات داعش من الاستيلاء على بلدة تل الأبيض الحدودية، بينما استولى مقاتلو داعش في الرقة على نقطة تفتيش للمتمردين ومحطة القطار. كما قام مقاتلو داعش بإلقاء جثث عشرات من خصومهم في قرية جزرة، إلى الغرب من الرقة. كما أفادت التقارير بأن عشرات جثث مقاتلي داعش في مستشفى الرقة. تمكن المتمردون من استعادة الأراضي المفقودة في الأيام السابقة في محافظة حلب، وكانوا يدافعون عن هجمات داعش. قتل 20 متمردا في القتال في بلدة أندان، في حين قتل 30 متمردا خلال ثلاثة أيام من القتال في قرية الطيبة، شمال شرق سيخنا.

### 12 يناير
وتم التأكيد على أن قوات المتمردين استولت على الجزء الشرقي من سراقب مع قائد داعش المحلي المحاصر مع مقاتليه في وسط البلدة. القتال ما زال مستمرا في الرقة بين تنظيم الدولة الإسلامية في العراق والشام وبقايا وحدات المتمردين، بما في ذلك جبهة النصرة، على الرغم من أن تنظيم الدولة الإسلامية قد استولت على معظم هذه المدينة. ووفقا لنشطاء معارضين، فإن 95 في المائة من الرقة وريفها يخضعون لسيطرة تنظيم الدولة الإسلامية. كما استولت قوات داعش على بلدتي حريتان وبصراتون في محافظة حلب. وأفادت التقارير أيضا بأن جثث 70 متمردا قد سلمت إلى مستشفى الرقة بعد أن أعدمتهم داعش بعد اعتقالهم على تل أبيض. وذكر تقرير آخر أن عدد السجناء الذين تم إعدامهم يبلغ 100. وادعى التلفزيون الحكومي السوري أن هجوما بالمتمردين أسفر عن مقتل 19 شخصا في مناطق الغوطة وكرم الشامي التي تسيطر عليها الحكومة في مدينة حمص.

### 13 يناير
وأفيد بأن تنظيم الدولة الإسلامية في العراق والشام قد فاز في معركة الرقة التي استولت على معظم المقاطعة وعاصمة المقاطعة (). كما استولى تنظيم «داعش» على الباب والبزاعة، بينما كان المتمردون يكتسبون أرضا في جرابولوس، بالقرب من الحدود التركية. كما أبلغ عن إعدام جماعي آخر للسجناء بالقرب من قرية القنطاري، على بعد حوالي 80 كيلومترا شمال الرقة، عندما قتل تنظيم الدولة الإسلامية 46 مقاتلا أسرى من جماعة أحرار الشام المتمردة (). كما تم إعدام 14 متمردا في محافظة حمص 

### 14 يناير
وأفيد بأن المتمردين استولوا على قرى مسقان، كفر كالبين وكفرا في محافظة حلب، في حين سيطر التنظيم على مدينة الرقة، بعد أن تراجع آخر المتمردين المتبقين. وفي الوقت نفسه، استولى المتمردون أيضا على سجن جرابلس، وأطلق سراح 70 سجينا من الاحتجاز لدى تنظيم الدولة الإسلامية. 46 توفي الفلسطينيون والمقيمون السوريون في مخيم اليرموك بسبب المجاعة ونقص الرعاية الطبية، منذ أكتوبر / تشرين الأول، من فرض الجيش السوري حصارا.

### 15 يناير
وقتلت سيارة مفخخة في مدينة جرابلس 26 شخصا، بينهم 23 مقاتلا وثلاثة مدنيين. وفي الوقت نفسه، استمر القتال في سراقب وأفادت مصادر المعارضة أن قائد داعش المحلي، البلجيكي، قتل. نفى داعش هذا الادعاء. في الفترة ما بين 15 و 17 يناير، استولى المتمردون على جبرين، هاردنتين كفراكر، الشيخ علي، عجل، القاعدة 46، أوروم الصغرى وريف المهندسين، في حين انسحبت الدولة الإسلامية من داعش من قرية كفرجوم، أكبر مستودعات أسلحة تابعة لتنظيم داعش في كل سوريا. كما انسحب تنظيم داعش من سراقب، وحرق سياراتهم أثناء انسحابهم، في حين استعاد تنظيم الدولة الإسلامية في العراق والشام جرابول.

### 16 يناير
قتل انتحاري 4 أشخاص وأصاب 26 في مدينة الهرمل اللبنانية، معقل لحزب الله بالقرب من الحدود السورية.

### 17 يناير
صاروخ أطلق من سوريا إلى بلدة عرسال الحدودية اللبنانية أسفر عن مقتل سبعة أشخاص وجرح 15.

### 20 يناير
انفجرت سيارتان مفخختان في معبر باب الهوى الحدودي، وقتل 16 شخصا من بينهم ستة متمردين. وفي اليوم نفسه، ضبطت قوات داعش السيطرة على مطار الجراح العسكري. في منبج، أدى انفجار سيارة انتحارية كبير إلى مقتل 20 شخصا، من بينهم متمردون ونساء وأطفال وبحلول 23 يناير / كانون الثاني، كان تنظيم الدولة الإسلامية في العراق والشام يسيطر تماما على منبج، وأمن داركوش تماما في اليوم التالي.

### 27 يناير
أفيد بأن القائد الأعلى للقوات المسلحة في العراق والشام سمير عابد محمد الحلفاوي (المعروف أيضا باسم حاج بكر) قد قتل على يد متمردين في تل رفعت، بالقرب من عزاز، وتم القبض على اثنين آخرين على الأقل من كبار قادة داعش في حريتان. وقتل أربعة من مقاتلي داعش وثلاثة متمردين في القتال. وأكد داعش وفاة زعيم تنظيم الدولة الإسلامية الحاج بكر في 2 فبراير / شباط.

### فبراير 2014
- وقد قطعت القيادة العامة لتنظيم القاعدة علاقاتها مع تنظيم الدولة الإسلامية في العراق والشام، ويركز على تركيز الجهود الإسلامية على فك الرئيس بشار الأسد.[48]
- وبحلول منتصف شباط / فبراير، انضمت جبهة النصرة إلى المعركة دعما لقوات المتمردين، وطردت قوات داعش من محافظة دير الزور في سوريا.[49]

### 7 فبراير
وتم الاتفاق على هدنة مدتها ثلاثة أيام؛ سيتمكن المدنيون من الإخلاء من منطقة يسيطر عليها المتمردون في مدينة حمص السورية بعد أكثر من 18 شهرا تحت الحصار الحكومي.

### 12 فبراير
- وذكرت هيئة الإذاعة البريطانية أن أكثر من 1000 مدني قد أجلوا حمص خلال الهدنة التي امتدت حتى اليوم.[51]
- وقالت روسيا إنها ستستخدم حق النقض (الفيتو) على قرار الأمم المتحدة بشأن وصول المساعدات الإنسانية في سوريا، مدعية أن المشروع هو محاولة للتحضير لضربات عسكرية ضد حكومة الرئيس بشار الأسد.[52]

### 4 مارس
وقد انسحب تنظيم الدولة الإسلامية من مدينة عزاز الحدودية والقرى المجاورة، بدلا من ذلك لتوحيدها حول الرقة، تحسبا لتصاعد القتال مع النصرة.

### 18 مارس
طردت الولايات المتحدة جميع الدبلوماسيين السوريين وأغلقت السفارة السورية في واشنطن العاصمة.

### 19 مارس
أطلقت القوات الجوية الإسرائيلية عدة غارات جوية على المواقع العسكرية السورية، مما أسفر عن مقتل جندي سوري وجرح 7 آخرين، ردا على تفجير أصاب أربعة من جنودها في مرتفعات الجولان.

### 21 مارس
اندلاع اشتباكات في طرابلس، لبنان، بين أنصار الحكومة السورية والمعارضين، مما أسفر عن مقتل 3 أشخاص.

### 23 مارس
وأسقطت طائرات إف -16 التركية طائرة عسكرية سورية لانتهاكها المجال الجوي التركي.

### 27 مارس
قصف الجيش السوري حي المشيرفة الذي يسيطر عليه الأكراد في مدينة الحسكة. وذكرت وكالة الأنباء الكردية السورية أنها، نقلا عن مصدر من وحدات حماية الشعب، أن الهجوم بدأ في الساعة 11:30 صباحا وأن قذائف الهاون التي أطلقها الجيش أصابت مكتب الشهيد شيار ومحطة قطن مما تسبب في أضرار مادية. وقع هذا الحادث بينما كانت وحدات حماية الشعب تقاتل من هجوم داعش على بلدة الجزعة بالقرب من يعربية.

### 31 مارس
أطلق أفراد من قوات الدفاع الوطني الموالية للحكومة النار على مقاتل من وحدات حماية الشعب في مدينة القامشلي. وردت وحدات حماية الشعب من خلال إطلاق عملية في منطقة قدور بيك في القامشلي، مما أسفر عن مقتل سبعة مقاتلين موالين للحكومة واحتجاز 10 آخرين. وأفيد أيضا بأن وحدات حماية الشعب استولت على أجزاء من حي بكور قدور، بما في ذلك مبنى الجمارك ومصنع الخبز القامشلي.

### 11 أبريل
تستخدم الأسلحة الكيميائية مرة أخرى في سوريا، وهذه المرة على بلدة كفر زيتا، حماة.

### 27 أبريل
وتفيد التقارير بأن طائرات الهليكوبتر العراقية دمرت قافلة داعش داخل سوريا. وقد تكون هذه هي المرة الأولى التي تضرب فيها القوات العراقية خارج بلادها منذ حرب الخليج.

### 7 مايو
انسحب المتمردون من مدينة حمص المحاصرة وفقا للاتفاق المبرم بين الأمم المتحدة والحكومة السورية.

### 23 مايو
روسيا والصين تستخدمان حق النقض (الفيتو) في قرار مجلس الأمن الدولي الذي كان سيطلب من المحكمة الجنائية الدولية التحقيق في جرائم الحرب في سوريا.

### 25 مايو
- قام المتمردون السوريون بتأمين خان خان ومحيطه بشكل كامل في هجوم إدلب عام 2014، واستولوا على حاجز السلام غرب البلدة. .[67]

### 3 يونيو
الانتخابات الرئاسية السورية تجري في المناطق الخاضعة لسيطرة الحكومة، وسط مقاطعة المعارضة. وبينما يندد الغرب بالانتخابات على أنها مزورة و «لا معنى لها»، فإن وفود من مؤيدي الأسد الرئيسيين، بما في ذلك روسيا وإيران وفنزويلا، تثني على الانتخابات بأنها شفافة وحرة.

### 4 يونيو
وتعلن الحكومة السورية أن الأسد أعيد انتخابه، مدعيا أن الأسد فاز بنسبة 88.7٪ من الأصوات وإقبال 73.47٪ من الناخبين المؤهلين.

### يونيو 9
وتعلن الحكومة السورية عفوا عاما عن جميع المواطنين؛ وبعد ذلك فشل الأسد في متابعة وإطلاق سراح السجناء السياسيين.

### 18 يونيو
وتصدر منظمة حظر الأسلحة الكيميائية تقريرا أوليا يشير إلى استخدام المزيد من الأسلحة الكيميائية منذ هجمات أغسطس / آب 2013، مؤكدة شكوك فرنسا في أن الحكومة السورية لا تزال تستخدم هجمات غاز الكلور.

### 23 يونيو
ويتم شحن المخزونات النهائية من الأسلحة الكيميائية «المعلنة» من البلد.

### 25 يونيو
القوات الجوية السورية تقصف الدولة الإسلامية في العراق والمدن التي يسيطر عليها المشرق في العراق، مما أسفر عن مقتل ما لا يقل عن 57 مدنيا.

### يوليو 16
أدى بشار الأسد اليمين الدستورية لولاية رئاسية لسوريا لمدة سبع سنوات.

### 17 يوليو
- تم ضبط حقل غاز الشاعر السوري في محافظة حمص من قبل تنظيم الدولة الإسلامية. ووفقا للمرصد السوري لحقوق الإنسان، فقد قتل ما لا يقل عن 90 من حراس قوات الدفاع الوطني الذين يدافعون عن الميدان، وكذلك 21 من مقاتلي داعش. وبعد ذلك، أوردت المنظمة السورية لحقوق الإنسان حصيلة القتلى من القتال وقتل السجناء في 270 جنديا ورجال ميليشيا وموظفين، وما لا يقل عن 40 مقاتلا من تنظيم داعش.[75][76]

### 25 يوليو
- يلتقط تنظيم الدولة الإسلامية في العراق والشام قاعدة تابعة للفرقة السورية السابعة عشر بالقرب من الرقة ويقتل عددا من الجنود الأسرى الذين يتم عرض رؤوسهم في الرقة. قتل 32 جهاديا و 42 من أفراد الجيش السوري في هذا اليوم في مواجهات بين تنظيم الدولة الإسلامية والجيش السوري في محافظات الحسكة والرقة وحلب.[77][78]